# Csaba Szilvay
Csaba Eörs Gyula Szilvay, född 5 september 1941 i Budapest, är en finländsk cellist. Han är bror till Géza Szilvay.
Szilvay avlade diplomexamen i cello i Budapest 1971. Han kom i likhet med brodern till Finland 1971, där han fortsatte sina studier för Erkki Rautio. Han verkade till 1976 som cellolärare i Jyväskylä och därpå som lektor vid Östra Helsingfors musikinstitut; dessutom tidvis från 1978 vid Helsingfors konservatorium och Sibelius-Akademins ungdomsavdelning. Bröderna Szilvay åtnjuter internationellt anseende och har till och med 2005 framträtt på 130 musikpedagogiska kongresser och symposier. De har tillsammans fått talrika utmärkelser och pris.[källa behövs]